# Energy Vault
Energy Vault es una empresa tecnológica con sede en Suiza especializada en productos de almacenamiento de energía de larga duración basados en energía gravitatoria y cinética.
El producto principal de Energy Vault es un acumulador de gravedad que utiliza un sistema de grúas y cabrestantes para almacenar energía mediante el apilamiento de pesados bloques de hormigón, transformando la energía eléctrica disponible en energía potencial. Cuando hay exceso de energía en la red, las grúas levantan y apilan bloques de 35 toneladas hasta el momento en que, cuando se necesita energía, los bloques se bajan convirtiendo la energía potencial en energía cinética que, a su vez, se transforma en energía eléctrica aprovechando la reversibilidad de los motores elevadores que funcionan también como generadores y devuelven la electricidad a la red de distribución. Esta solución se presenta como una alternativa al sistema de almacenamiento por bombeo, pudiéndose instalar cerca de zonas de producción de energías renovables (parque eólico o huerta solar). La tecnología tiene un ciclo de vida más largo que el de las baterías químicas, sin pérdida de eficiencia a largo plazo, un consumo muy bajo de tierras raras y un ciclo de vida más virtuoso, ya que la estructura metálica y los bloques de peso pueden construirse con un modelo de producción de economía circular. La torre puede almacenar hasta 35 megavatios-hora de energía, con una potencia pico de 4 MW. Su capacidad de reserva es aproximadamente lo que producen dos aerogeneradores terrestres o uno marino a toda velocidad, durante más de 8 h. con un costo promedio de alrededor de 0.05 dólares por kWh, casi un tercio del costo de un sistema de almacenamiento por bombeo. El proceso de apilamiento y desapilamiento de bloques es automatizado y controlado por software.

## Historia
Energy Vault fue fundada en 2018 por Robert Allen Piconi y William Gross como proyecto dentro de la incubadora de tecnología Idealab. Piconi cuenta con experiencia en el desarrollo de tecnologías y empresas en el sector de la energía, mientras que Gross es conocido por su trabajo en innovación en tecnologías de energía limpia. Juntos, combinaron sus conocimientos para establecer la empresa en Suiza.
Dos años más tarde, la empresa obtuvo una importante inversión de SoftBank Group y de Cemex Ventures. Desde su fundación, Energy Vault ha trabajado en el desarrollo y comercialización de su tecnología, anunciando su disponibilidad comercial en 2021.
Fue ganadora del premio World Changing Ideas, en la categoría de energía, siendo reconocida por su tecnología transformadora de almacenamiento a gran escala y destacando su labor al establecer nuevos puntos de referencia en rendimiento operacional para los proveedores de energía del mundo.

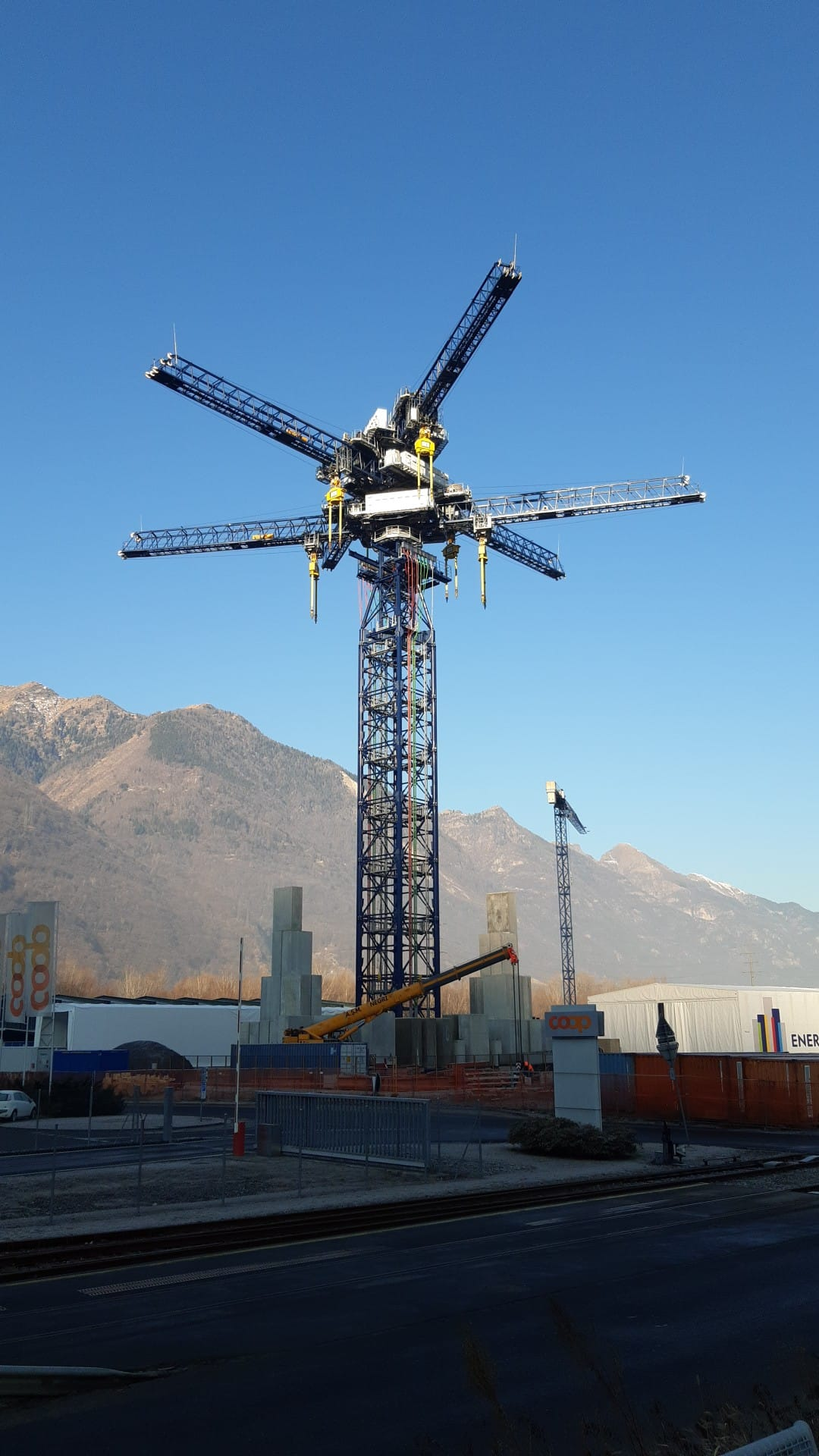
Torre de Energy Vault en Arbedo-Castione, enero de 2022

En 2020, el proyecto fue nombrado pionero en Tecnología por el Foro Económico Mundial y se completó la construcción de una unidad piloto en Arbedo-Castione en (Tesino). Este prototipo de trabajo (llamado EV1) tiene la forma de una grúa torre de 120 m  de altura, equipada con tres brazos simétricos superpuestos en su parte superior, cada uno de los cuales lleva un cabrestante móvil a cada lado del eje de rotación. El mástil está rodeado por un conjunto de bloques de 35 toneladas (hechos de residuos pesados estabilizados) que pueden almacenarse cerca del suelo (los brazos tienen un alcance de 50 m) o apilarse cerca del centro de rotación. Además de la parte electromecánica, la solución también contempla un software de control basado en el análisis y anticipación continua de la oferta y demanda de energía, y de los parámetros ambientales de la instalación (temperatura, viento, etc.).
La acumulación de energía potencial gravitacional ofrece ventajas en comparación con otras soluciones de almacenamiento de energía, como baterías de iones de litio, almacenamiento de aire comprimido y almacenamiento de energía térmica. A diferencia de las baterías, esta tecnología no utiliza productos químicos ni materiales tóxicos y tiene una vida útil más larga. Además, es más sostenible y respetuosa con el medio ambiente en comparación con otras soluciones de almacenamiento de energía.